# David Roldán Lara
David Roldán Lara (Chalchihuites, 2 de marzo de 1902 – Chalchihuites, 15 de agosto de 1926) fue un laico mexicano que murió durante la Guerra Cristera. Activista procatólico durante el período anticlerical del presidente Plutarco Elías Calles, fue capturado por las fuerzas gubernamentales y ejecutado por negarse a renunciar a su cargo. Fue canonizado por el Papa Juan Pablo II el 21 de mayo de 2000 como uno de los 25 mártires de la Guerra Cristera.

## Biografía

### Primeros años y educación
David Roldán Lara nació el 2 de marzo de 1902 en Chalchihuites, Zacatecas, México, fue bautizado más tarde ese mes en la iglesia parroquial local. Su padre, Pedro Roldán Reveles, murió cuando David tenía un año, obligando a su madre, Reinalda Lara Granados, a criarlo a él y a sus hermanos ella sola. Asistió a escuelas católicas y fue monaguillo.
Ingresó al seminario de la arquidiócesis de Durango en la ciudad de Durango, pero lo abandonó para apoyar a su familia en dificultades.

### La adultez y el activismo religioso
Después de dejar el seminario, Roldán se comprometió, y trabajó en una mina local, donde fue tenido en estima por sus compañeros mineros. Ayudó al sacerdote Luis Batiz Sáinz en la dirección de la Acción Católica de la Juventud Mexicana, grupo del que fue presidente hasta 1925. También fue vicepresidente de la Liga Nacional para la Defensa de la Libertad Religiosa (LNDNR).
El 29 de julio de 1926, la LNDNR organizó una reunión que congregó a una multitud de alrededor de 600 personas, entre ellas su presidente, Manuel Morales, Batiz, Roldán y Salvador Lara Puente, su primo y secretario de la organización. Después de la reunión, Batiz fue detenido en su domicilio por un grupo de militares. Unos días después, los tres líderes de la LNDNR, Morales, Roldán y Lara, se reunieron en la casa de Lara para discutir cómo liberar a Batiz por medios legales. Un grupo de militares irrumpió en la vivienda y detuvo a los tres hombres, encarcelándolos en el ayuntamiento, donde fueron golpeados y torturados.

### Muerte
Después de varios días de prisión, el 15 de agosto de 1926, Batiz, Morales, Roldán y Lara fueron sacados de sus celdas por un grupo de soldados. Alrededor del mediodía de ese día, los cuatro hombres fueron subidos a dos automóviles y se les dijo que los llevarían a la capital del estado, Zacatecas, para explicar su posición a los funcionarios del gobierno. En lugar de dirigirse a la capital, los soldados detuvieron el vehículo en las montañas cerca de Chalchihuites y sacaron a los prisioneros. Los soldados acusaron a los cuatro hombres de conspirar para rebelarse contra el gobierno, y se les ofreció la libertad si reconocían la legitimidad de las leyes antirreligiosas del presidente mexicano Plutarco Elías Calles, lo que los cuatro se negaron a hacer.
Después de que los hombres se negaron a denunciar su posición, Martínez y Batiz fueron llevados al frente y fusilados. Los dos primos adolescentes, Roldán y Lara, fueron llamados al frente y conducidos a unos 170 pies de los cuerpos de Martínez y Batiz. Según testigos, caminaron serenamente hacia el lugar, recitando una oración. Tras gritar: "¡Viva Cristo Rey y Nuestra Señora de Guadalupe!", fueron fusilados. Un soldado se acercó a Roldán, que estaba a punto de morir, y le dio un golpe de gracia.

## Canonización
Roldán, junto con los otros 24 Mártires de la Guerra Cristera, fue declarado Venerable el 7 de marzo de 1992 por el Papa Juan Pablo II, con decreto de martirio. El grupo fue beatificado el 22 de noviembre de 1992 por el Papa Juan Pablo II, y luego canonizado por él el 21 de mayo de 2000.
La festividad colectiva de los Mártires de la Guerra Cristera es el 21 de mayo, y la festividad individual de David Roldán Lara es el 15 de agosto, fecha del aniversario de su muerte.

## Legado
Una iglesia parroquial de la diócesis de Tampico lleva el nombre de San David Roldán Lara.